# Пебъл Бийч
Пебъл Бийч (на английски: Pebble Beach) е селище в окръг Монтерей, щата Калифорния, Съединените американски щати.
Известно е със своите игрища за голф.
В Пебъл Бийч умира космонавтът Алън Шепърд (1923-1998).